# Roaring Fork Motor Nature Trail
Le Roaring Fork Motor Nature Trail est une route américaine dans le comté de Sevier, au Tennessee. Cette route touristique à sens unique longue d'environ 8,9 km est entièrement protégée au sein du parc national des Great Smoky Mountains, dont elle dessert plusieurs attractions qui sont pour certaines des propriétés contributrices au district historique de Roaring Fork.